# Torre del Palau dels Comtes de Cirat
La Torre del Palau dels Comtes de Cirat, a la comarca de l'Alt Millars, és una torre de defensa, que formava part del conjunt del Palau dels Comtes de Cirat, situat al centre de la població esmentada, en l'anomenada plaça Major. Aquesta torre, d'origen medieval, està catalogada, per declaració genèrica, com Bé d'interès cultural, presentant anotació ministerial RI-51-0011043 del 8 de maig de 2003.

## Història
Cirat és un municipi possiblement d'origen  musulmà, que va pertànyer al rei moro de València Zayd Abu Zayd, mentre va mantenir el territori en el seu poder. Els territoris del municipi van ser donats pel monarca musulmà al  bisbe de Sogorb, però la donació va quedar sense efecte, ja que el dia 17 de febrer de 1247 es dona lloc a la donació a l'arquebisbe de Tarragona.
La zona era de població  morisca fins a l'expulsió d'aquesta en 1609.
A 1628 el rei  Felip IV va crear el comtat de Cirat, el qual estava format pel municipi de Cirat i els llogarets del Tormo i Pandiel, que va passar a les mans de Bernat de Vilarig Carroz i Pardo de la Casta.
Causa de la seva situació estratègica, Cirat va tenir certa rellevància durant les guerres carlines.

## Descripció
La Torre del Palau dels Comtes de Cirat és una construcció d'origen medieval, ubicada al centre de Cirat a l'Alt Millars, al País Valencià. Acompanyava l'antic Palau dels Comtes de Cirat, que ha patit l'enderroc de diverses de les seus parts.
La torre, datada dels segles xii i xiii, és de planta rectangular, amb un graó inclinat d'1,22 metres a la base. Té dues altures. La planta baixa és una sala quadrangular voltada. Originàriament no hi estava connectada amb el primer pis. Possiblement tindria la funció d'aljub, atès que hi ha una obertura cega al forjat superior. La planta superior seria la sala noble. Hi ha una obertura cega, que correspondria a l'antiga entrada a la torre des del palau per mitjà d'un pont llevadís. A la paret oest de la sala noble hi ha una xemeneia que conserva els brancals i la llinda.
Hi ha dues estances, d'iguals dimensions; una d'elles presenta a uns brancals i l'escut dels Vilarig a la llinda. Per la part exterior hi presenta carreus i marques dels picapedrers. A les claus de les finestres també hi ha inscripcions. A una altra inscripció hi ha escrit: "Nec metu, nec spe. Summa posteris felicitate". L'aparició de diverses factures constructives denota que l'edifici s'ha anat transformant amb el pas del temps. Va ser utilitzada com a presó.
L'any 2001 es van dur a terme obres de condicionament de la torre.